# Ribari (miasto Šabac)
Ribari (cyr. Рибари) – wieś w Serbii, w okręgu maczwańskim, w mieście Šabac. W 2011 roku liczyła 1833 mieszkańców.